# Hyperoplus
Hyperoplus is een monotypisch geslacht van straalvinnige vissen uit de familie van de zandspieringen (Ammodytidae). Het geslacht is voor het eerst wetenschappelijk beschreven in 1862 door Günther.

## Soort
- Hyperoplus immaculatus (Corbin, 1950)